# Raphael Klemm
Raphael Klemm (* 1989 in Dresden) ist ein deutscher Jazzmusiker (Posaune, Sousaphon, Bassposaune, Arrangement, Komposition).

## Leben und Wirken
Klemm studierte Jazzposaune und klassische Posaune in Leipzig, Stockholm, Barcelona und Essen, u. a. unter Simon Harrer und Ansgar Striepens. Seitdem spielte er u. a. im Bundesjugendjazzorchester, dem East West European Jazz Orchestra, in der WDR Big Band Köln, der Bigband Convention Köln, dem Grand Central Orchestra, Jazzkombinat Hamburg, Essen Jazz Orchestra, Wil Saldens Glenn Miller Orchestra, Subway Jazz Orchestra, dem New German Art Orchestra und im Thoneline Orchestra. Außerdem wirkte er als Studiomusiker bei Produktionen von Mark Forster und Tape Five mit. Als Musiker wirkte er ferner bei Bühnenproduktionen u. a. der Oper Dortmund, am Theater Bonn, der Oper Köln und am Grenzlandtheater Aachen mit. Neben zahlreichen Fernseh- und Radioproduktionen  war er auch an Aufnahmen des Magnetic Ghost Orchestra (Album Sand (2016), u. a. mit Moritz Sembritzki und Malte Schiller) und mit Tobias Wember und dem Subway Jazz Orchestra (State of Mind, Unit 2016) beteiligt. Seit 2019 ist er Mitglied der WDR Big Band Köln.
Klemm ist seit 2012 auch als Dozent bei Workshops tätig, u. a. bei der Sommer-Jazz-Akademie im serbischen Novi Sad, beim Kunstsommer Arnsberg und beim Jazzworkshop Trier.

## Auszeichnungen
2011 erhielt Klemm ein Stipendium des Landes Nordrhein-Westfalen; 2016 gewann er mit seinem Sextett ein Auftrittsstipendium der Werner Richard-Dr. Carl Dörken Stiftung. 2012 war er Finalist bei der Carl Fontana Jazz Trombone Competition in Paris und 2014 bei der J. J. Johnson Competition in Rochester, New York.